# Histoire d'Épinal

Armes actuelles de la ville d'Épinal.

L'histoire d'Épinal inventorie, étudie et interprète l'ensemble des événements du passé liés à cette ville.

## Épinal au Moyen Âge
Épinal appartient à la seconde vague d'urbanisation du territoire national. La première est représentée par les cités gallo-romaines devenues sièges d'évêchés, Toul, Metz, Reims ou Strasbourg ; la seconde par de nombreux chefs-lieux de canton ou d'arrondissement (Lunéville, Neufchâteau, Montbéliard, Rethel…) nés de la croissance démographique du Moyen Âge, mais aussi par quelques grandes villes telles que Lille, Nancy, Montpellier, Luxembourg ou Pau. Épinal est née d'un choix et d'une décision de l'évêque de Metz, Thierry de Hamelant, cousin germain de l'empereur Otton Ier.

### La fondation par Thierry de Hamelant auXesiècle

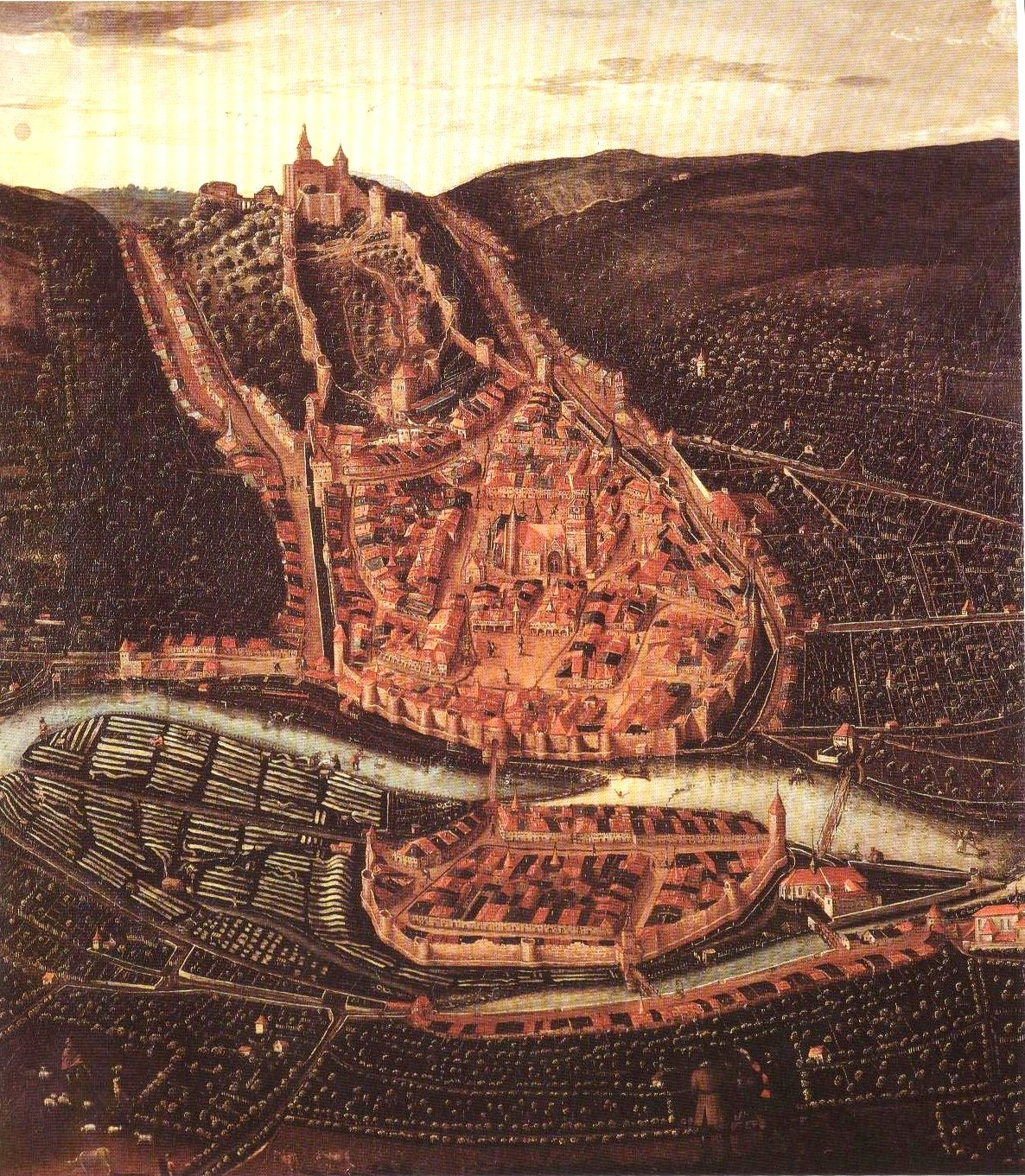
Tableau de Nicolas Bellot (1626).

D'après le texte de la Vie d'Adalbéron II, évêque de Metz, par Constantin de Saint-Symphorien (1012-1017), on sait que Thierry de Hamelant construisit un monastère entre la Moselle et une hauteur sur la pente de laquelle s'élevait un château. Le lieu s'appelait Spinal, non point, comme le prétend le savant biographe, à cause des particularités du relief (spina, arête rocheuse) mais parce que les paysans se souvenaient du mal qu'ils avaient eu à débroussailler le sol pour le mettre en culture. Adalbéron II trouva le monastère à peine achevé, encore vide. Il y installa des moniales qu'il soumit à la règle de saint Benoît.
Tributaire de Constantin, mais plus prolixe sur le rôle de son héros, l'évêque Thierry, Sigebert de Gembloux, dans sa Vita Theoderici (vers 1050), permet d'avoir une chronologie relative. Sur le domaine (villa de Spinal, en Chaumontois et diocèse de Toul, Thierry commença par construire un château pour mettre à l'abri ses biens, mais aussi la frontière lotharingienne, des incursions des Bourguignons. La vision est ici géopolitique (la Bourgogne est un royaume indépendant de l'Empire) et patrimoniale. Il s'agit de défendre la patrie mais aussi les possessions de l'Église de Metz. À l’époque, la ville de Remiremont était bourguignonne.
Ensuite, également soucieux du bien des âmes, Thierry fonda un monastère et le dota de toutes les ressources nécessaires à la vie de la communauté. Il y fit transférer solennellement les reliques de saint Goëry, évêque de Metz et successeur direct de saint Arnoul, qui se trouvaient dans le monastère messin de Saint-Symphorien. Arnoul était sous doute le premier évêque à avoir joui du domaine si, comme il est légitime de le penser, c'est bien lui qui donna à l'église de Metz le vaste territoire paroissial de Dogneville auquel se rattachait la villa de Spinal. On sait en effet que saint Arnoul venait se reposer à Dogneville, localité qui avec ses immenses dépendances appartenait à sa femme Dode et qui en porte encore le nom. Les reliques de saint Goëry furent l'objet de nombreux pèlerinages ce qui permit l'essor de la ville.
Enfin, pour assurer le peuplement de Spinal et le ravitaillement des habitants et de la garnison du château, Thierry ouvrit avec l'accord de l'empereur Otton II un atelier monétaire et institua un marché. L'atelier paraît avoir fonctionné dès sa création et il existe des deniers frappés sous l'épiscopat de son second successeur Thierry II.
Ainsi, dans un site frontalier, géographiquement placé au contact de la montagne et de la plaine, sur une terre appartenant à son église, Thierry Ier de Hamelant créa successivement, avant 984, date de sa mort, un château, une église et un marché. Il y avait là une rivière torrentueuse que rejoignaient, de part et d'autre de l'arête rocheuse portant le château, deux ruisseaux encombrés de galets. L'église était construite sur une sorte de cône de déjection à l'abri des divagations de la rivière et des inondations. La population, dispersée aux alentours, redoutait le voisinage de la Moselle et ne l'utilisait guère que pour le flottage du bois et la pêche au saumon. Épinal n'aura pas d'activité portuaire au Moyen Âge et ne fondera pas sa prospérité sur l'eau.
En revanche, la ville semble être née de la route. L'antique voie romaine de Bâle à Metz quittait la vallée à Épinal pour escalader le plateau en direction de Dogneville et plus loin de Saint-Nicolas et de Nancy, qui étaient l'une et l'autre en train de naître d'initiatives seigneuriales analogues et du même mouvement de circulation. La voie était en effet toujours empruntée au Xe siècle. Elle l'était peut-être davantage au VIIe siècle, quand Arnoul quitta son siège messin et sa retraite de Dogneville pour se faire ermite au Saint-Mont. Soldats, marchands, clercs et vagabonds l'empruntaient pour se rendre d'Italie en Lotharingie. De Saint-Maurice d'Agaune, église fondée en 515 dans l'étroite vallée qui conduit du Léman au pays d'Aoste, le culte du martyr thébain s'était propagé vers le nord. Au VIe siècle, il est attesté à Toul. Au VIIe siècle, par le relais de Luxeuil et du Saint-Mont, il gagne la vallée de la Moselle et celle de la Meurthe. Il est vraisemblable qu'avant le démantèlement de la grande paroisse de Dogneville il existait à Spinal une chapelle vicaire dédiée à ce saint.
Quant au grand domaine épiscopal, il était formé d'une vaste réserve exploitée en direct et de tenures satellites, les manses. Un personnel domestique cultivait la réserve au profit du seigneur. Les manses, qui pouvaient atteindre une quinzaine d'hectares et plus, étaient mis en valeur par des familles de tenanciers tirant leur subsistance de la terre, des prés et de la forêt. Spinal, était l'un de ces manses, sans doute vide d'occupants au moment où Thierry de Hamelant y bâtit son monastère.
Des paysans qui sont aussi artisans du bois, du textile et du cuir, des colporteurs et des marchands de plus en plus nombreux sur la vieille route romaine, un homme enfin, attentif aux signes de la croissance, apte à en tirer le meilleur parti : vers la fin du Xe siècle, il y a un seuil à franchir. Thierry de Hamelant le franchit en décideur. Il s'agit pour lui, non de créer ce qui existe, mais de l'encourager, de l'organiser, de l'encadrer et il prend pour ce faire, des dispositions administratives et juridiques. Dans un château est implanté le pouvoir local, la justice et le ban, le droit de commander, de contraindre par la force, de punir par la loi. Jamais Épinal ne perdra les prérogatives que lui valut cette première châtellenie.
Pour favoriser les transactions commerciales, il institue un jour et un lieu de marché, c'est-à-dire qu'il regroupe topographiquement marchands et clients et leur assure sa protection au jour fixé. Limités jusqu'alors par le manque d'espèces, les échanges sont favorisés par la création d'un atelier monétaire. Sans disparaître tout à fait, le troc dépérit. En retour de cette réglementation, le seigneur perçoit de substantielles taxes de péage et de tonlieu.
Soucieux d'être aussi bon pasteur que bon administrateur (les deux faces de son regale sacerdotium où se mêle le service de Dieu et le service de l'empereur), Thierry édifie un monastère et y dépose les reliques de saint Goëry. Surtout il songe à créer une nouvelle paroisse en démembrant celle de Dogneville, dont il est le patron et le décimateur. Arrivé à ce point de ses projets, il se heurte à la résistance de l'évêque diocésain. Tout ce qu'il pouvait faire comme seigneur et propriétaire, il l'a réalisé, mais il lui est interdit d'ériger une paroisse sur son propre domaine sans l'autorisation de l'évêque de Toul, Gérard, dont la juridiction s'étend sur Dogneville, Spinal et tout le Chaumontois. Thierry négocie avec lui, tout en bâtissant le monastère, montre que la nouvelle église, qui englobe probablement la chapelle Saint-Maurice, pourrait avantageusement devenir le siège d'une paroisse, finalement invite son confrère à procéder à la dédicace du nouveau sanctuaire et obtient ce qu'il demandait. C'est également ce que rapporte la charte de l'évêque Ricuin de Toul, datée de 1119.
Dans cette charte, appartenant à un dossier où figure, sous le nom de l'archevêque Hillin de Trêves, un faux daté de 1161, fabriqué à l'occasion d'une querelle entre l'abbaye d'Épinal et le curé de Dogneville concernant la perception de la dîme, on trouve les attendus du jugement que Ricuin aurait prononcé au cours d'un synode à Toul en 1119 et semblant avoir une consistance historique. Il y rappelle que son prédécesseur Gérard avait créé la paroisse d'Épinal, défini son ressort, placé son autel dans l'abbaye et fait de cette dernière le curé perpétuel habilité à se substituer le desservant de son choix. Le ressort devait comprendre une bonne partie du territoire de Dogneville, en particulier cinq manses échelonnés le long de la voie romaine, Avrinsart sur le plateau, Villers à l'endroit où la voie amorce sa descente vers la vallée, Spinal au pied de l'éperon fortifié, Rualménil dans une île de la Moselle et Grenneveau un peu en amont. Ces manses pourraient avoir constitué dans un premier temps la dot foncière de l'abbaye. Leur structure était éclatée puisqu'il est dit que leurs habitants, devenus paroissiens d'Épinal, paieraient à l'abbaye la dîme, quelle qu'ait été la dispersion de leurs parcelles dans le terroir, et ce, sans nulle contestation du curé de l'église-mère, à savoir celle de Dogneville.
Ainsi en quelques années l'évêque de Metz a changé, par une série de mesures concertées, son mode de présence à Épinal. De grand propriétaire foncier qu'il était exclusivement, il est devenu aussi, conformément à la nouvelle conjoncture politique, un seigneur châtelain, détenteur de la justice et du ban, garant de l'ordre et de la paix publique. Il a réglementé le commerce en créant un marché pour tirer parti de l'accélération des échanges. Enfin, il a procuré un cadre paroissial aux nouveaux habitants. Par quelles opérations d'accensement ou même de lotissement ceux-ci ont pu s'installer, on ne le sait pas. Toujours est-il que la population augmenta rapidement et qu'au bout de deux générations, il a fallu démolir la première église pour la remplacer par une basilique dont le pape Léon IX, toujours évêque de Toul, fit la dédicace en 1050.

### L'intégration au duché de Lorraine

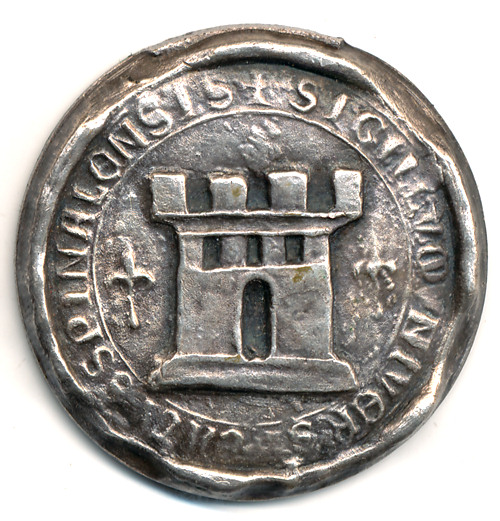
Grand sceau d’Épinal annexé à une charte du 10 septembre 1444 par laquelle les quatre gouverneurs d'Épinal et de Rualmesnil ont confirmé la donation de la ville d'Épinal au roi. Sceau de la ville repris sur une médaille de 1966.

En 1444, la ville d'Épinal faisait encore partie du domaine des évêques de Metz. En septembre, des représentants de la ville profitent du passage du roi Charles VII à Nancy pour lui offrir la soumission de la ville et lui demander en retour sa protection. L'acte de soumission d’Épinal est daté du 7 septembre 1444,. Le roi promet de ne jamais aliéner la cité, mais Louis XI cède la place au maréchal de Bourgogne en 1465. Finalement, Épinal passe sous la tutelle du duc de Lorraine.

## L'époque moderne: Épinal au cœur des relations entre la France et la Lorraine

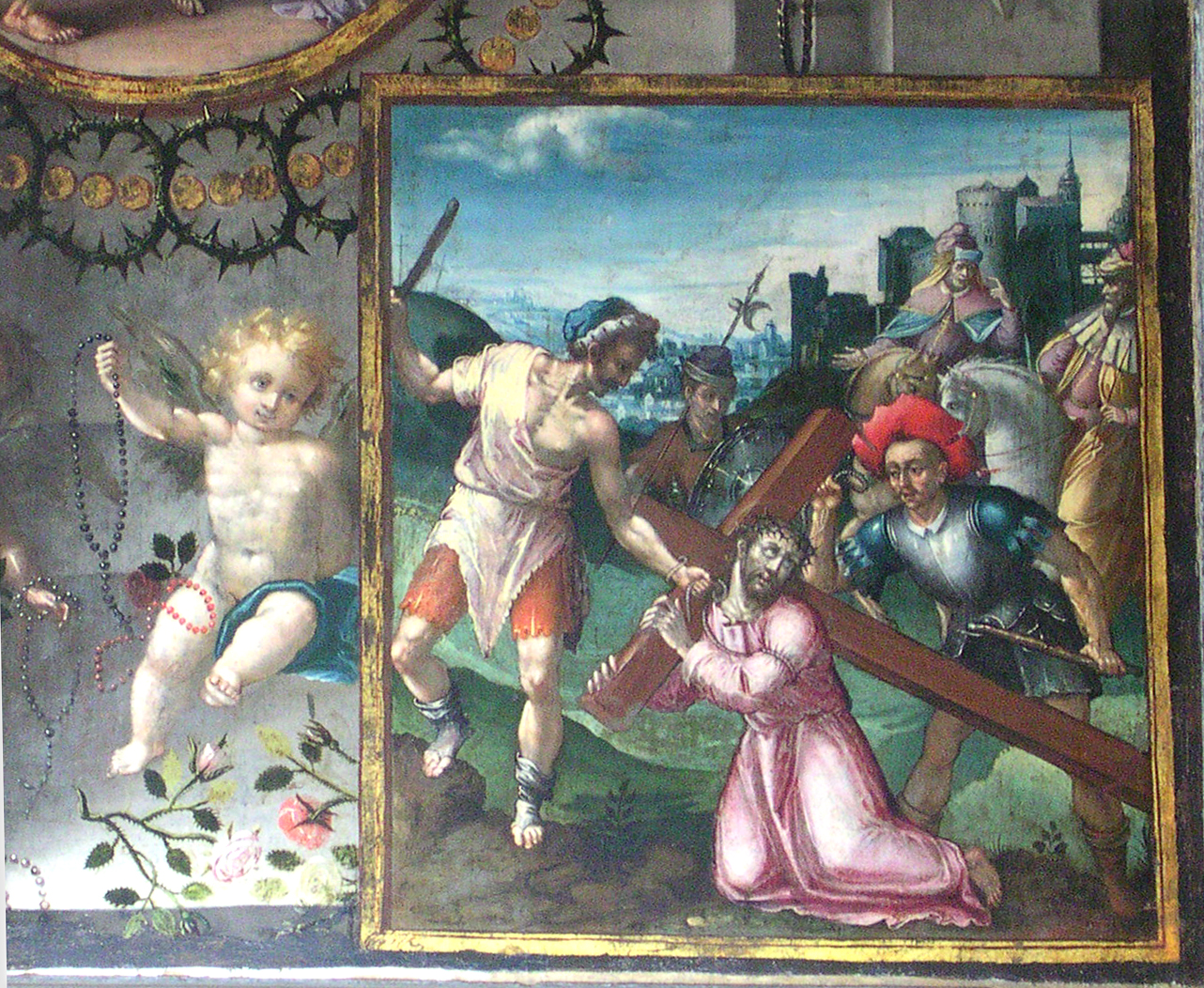
Le château d’Épinal au XVIIe siècle. Extrait d’un tableau de Nicolas Bellot représentant la Passion du Christ. L’artiste a symbolisé Jérusalem par le château d’Épinal. Le tableau est exposé dans la basilique Saint-Maurice.

Depuis 1466 Épinal appartient au duché de Lorraine. Celui-ci est indépendant depuis le traité de Nuremberg de 1542. À l’intérieur du duché, la ville bénéficie d’un statut de relative autonomie. Elle est administrée par un collège de quatre notables choisis tous les ans. En 1585, on recense un peu moins de 4 000 habitants. Il y a une importante activité textile parfaitement visible sur le plan peint par Nicolas Bellot en 1626 (tableau original visible au musée de la Cité des images à côté de l’imagerie, reproduction visible au musée du Chapitre). Sur cette peinture on distingue parfaitement le blanchiment sur prés des draps au lieu-dit les Gravots. Il existe également une industrie papetière utilisant les moulins sur le bord de la Moselle (également visible sur le plan Bellot). Le plan montre également le château ainsi que les remparts qui protègent la ville. La ville connaît dans la première partie du siècle une certaine prospérité grâce aux activités industrielles et commerciales. Avec l’avènement de Charles IV duc de Lorraine (début du règne le 28 novembre 1625), la situation d’Épinal et de toute la Lorraine change. Ce dernier a un caractère belliqueux et inconstant. Malgré une intelligence certaine et de bonnes qualités militaires, il se montre incapable de mener une politique qui sauvegarde les intérêts du duché. Il choisit les Habsbourg contre les Bourbons, ne comprenant pas que la France est en pleine évolution et devient la puissance dominante en Europe. Au même moment Richelieu, récent conseiller du roi Louis XIII, cherche à affaiblir la maison d’Autriche. La situation s’aggrave quand Charles IV accueille le frère du roi, Gaston d’Orléans, alors en disgrâce et qui fuit Paris. Ce dernier épouse Marguerite de Lorraine à Nancy.

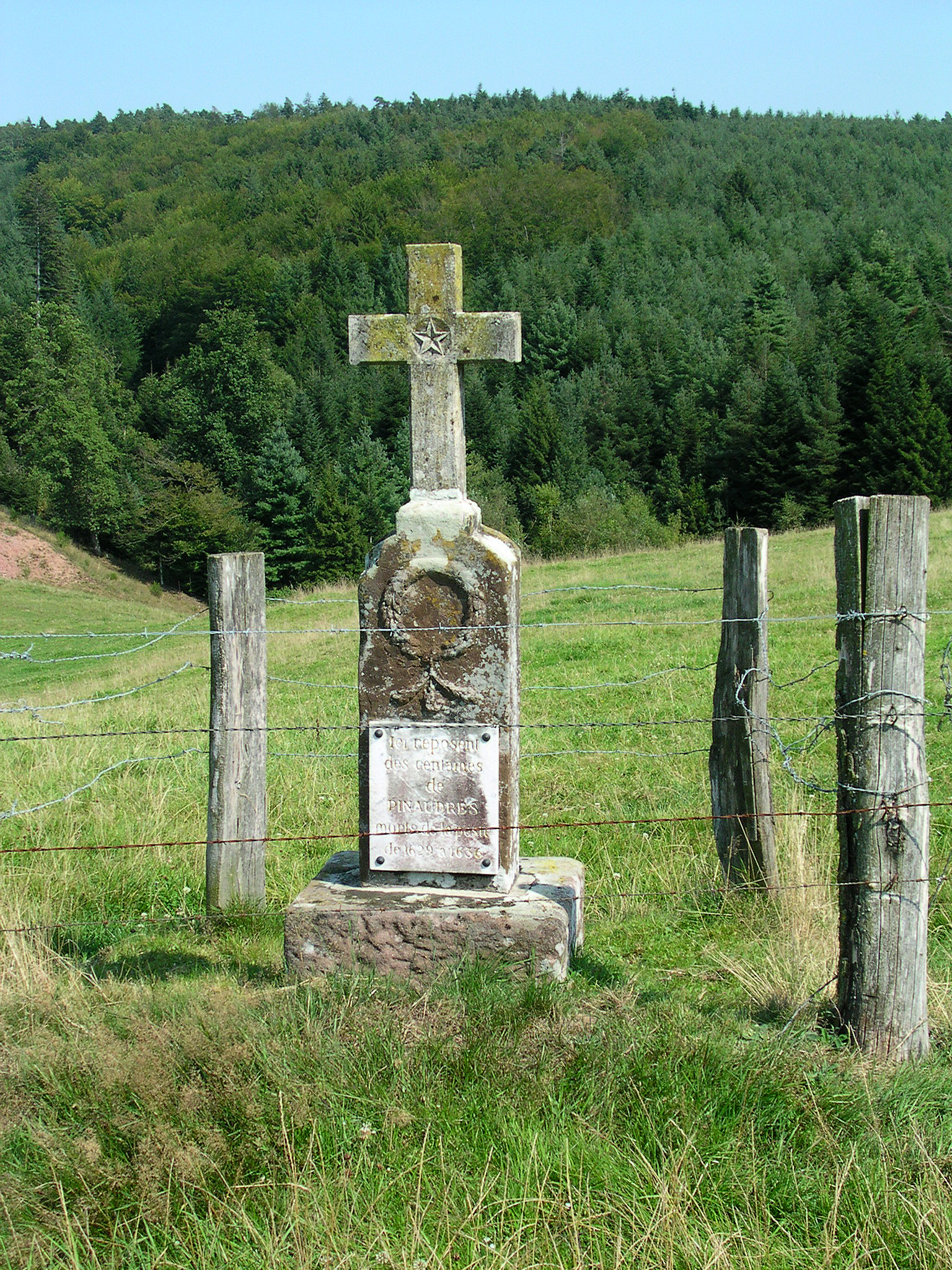
La croix des pestiférés à la Quarante-Semaine. La croix se situe à l’endroit où ont été inhumées les victimes de l’épidémie de peste de 1636.

En 1629, la ville est atteinte par une épidémie extrêmement violente de peste pendant les mois de juillet, août et septembre. La Lorraine est atteinte par les armées suédoises qui mènent des incursions meurtrières dans le duché en 1632.
Le 26 mars 1632, Charles IV reconnait par lettre patente les 32 religieuses de l’Annonciade sous la direction de la mère supérieure Seguin (ce couvent se situait sur la place du marché couvert).
En 1633, la ville est attaquée par les troupes françaises du maréchal Caumont de La Force. La ville se rend sans combattre, ce qui lui permet de négocier des conditions favorables (proclamation du 17 septembre 1633).
En 1635, le maréchal de La Force empêche Jean de Werth et la ligue catholique d’occuper Épinal. La ville est assiégée par Charles IV, installé à Rambervillers. La défense de la ville est sous les ordres du colonel Gassion. Charles IV doit se replier en novembre sur Besançon sans prendre la ville.
La ville est touchée par une seconde épidémie de peste en 1636. La mortalité est énorme, à la fin de l’épidémie, il ne reste que 1 000 habitants dans la ville. La ville garde la mémoire de cet épisode, l’épidémie s’est appelée l’épidémie des quarante semaines (à cause de sa durée). Un quartier de la ville s’appelle toujours le quartier de la Quarante-Semaine (proche de l’endroit où furent enterrés les malades morts de la peste).
En octobre de cette même année, Charles IV reprend la ville grâce à la complicité d’un conseiller de la ville, Denis Bricquel. À la suite de négociations de l’abbesse de Remiremont Catherine, tante de Charles IV, la neutralité de la ville est reconnue par le roi le 24 septembre. Le 2 avril 1641, Louis XIII et Charles IV signent la paix de Saint-Germain qui ne durera que quatre mois. Le 25 septembre, le lieutenant français du Hallier prend le château de la ville au baron d’Urbache. Commence alors une occupation de la ville par les troupes françaises qui dure jusqu’en 1650. Les habitants doivent supporter les frais de cette occupation (logement et nourriture des soldats et des chevaux).
Le 16 août 1650, la France est affaiblie par la Fronde, les troupes de Charles IV commandées par le colonel Lhuiller reprennent la ville avec l’aide des habitants. Malheureusement l’occupation lorraine est aussi lourde que l’occupation française. À la suite de négociations, la ville est de nouveau reconnue neutre par les deux parties. Mais les Français s’arrangent pour faire jouer la neutralité en leur faveur. Sous la menace, la municipalité prête allégeance au roi de France Louis XIV le 18 juillet 1653 à Nancy. Ainsi commence la troisième occupation française qui dure jusqu’au traité de Vincennes en février 1661. La ville retourne dans le giron lorrain.
La ville est ruinée par les épreuves. Dans une requête datée de 1654 au duc Nicolas François, frère de Charles IV (celui-ci est alors prisonnier en Espagne), le rédacteur mentionne la ville comme étant la plus misérable de la province.

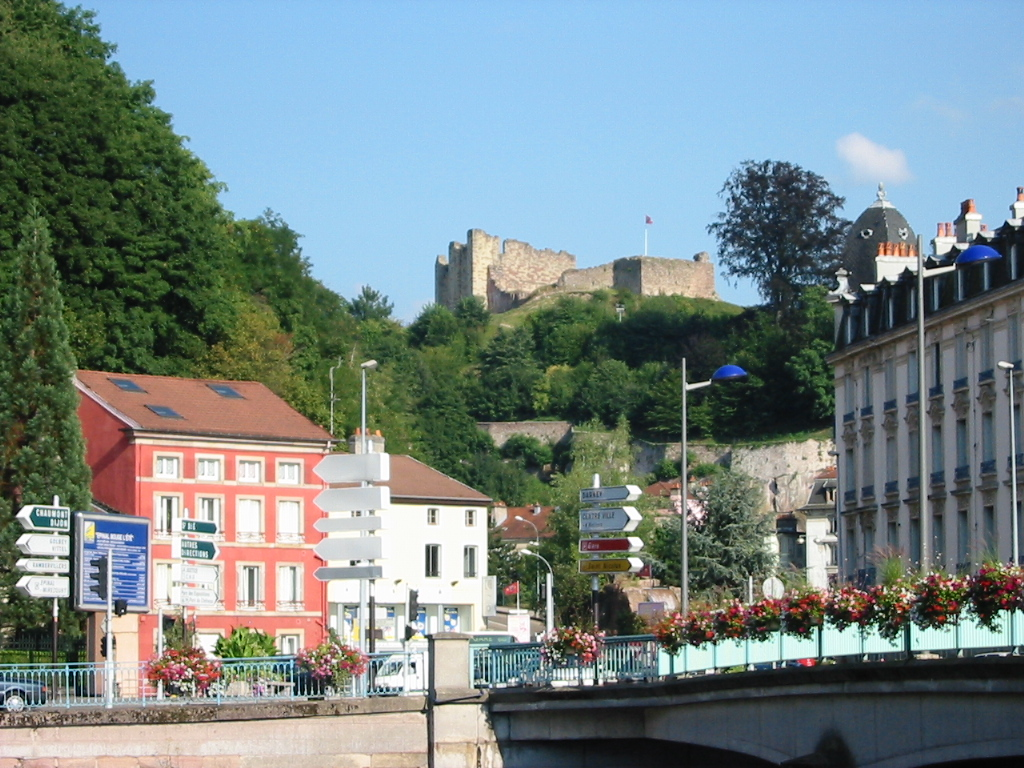
Le château vu de la ville et le pont Clemenceau.

En 1670, les Français prennent la ville de Nancy, Charles IV se réfugie à Épinal. La ville défendue par le Lorrain comte de Tornielle est attaquée par les troupes du maréchal de Créqui. Il s’empare de la ville le 19 septembre et du château le 28 septembre. La ville est condamnée à verser aux Français une somme exorbitante de trente mille francs barrois et doit démolir à ses frais le château et les fortifications. Ces conditions exigées sur ordre du roi étaient destinées à effrayer la Lorraine. Le château est détruit mais les fortifications ne le sont que partiellement. Les remparts sont en fait intégrés progressivement à l’habitat. Les portes (porte des Grands-Moulins, porte Saint-Goëry, porte d’Ambrail, porte d’Arches) sont détruites entre 1723 et 1778. La porte du Boudiou n’est détruite qu’au XIXe siècle (un jour avant l’arrivée de Prosper Mérimée qui venait déclarer la porte monument historique). Le montant de la somme d’argent à verser est fortement diminué après la reddition des autres places fortes lorraines. Mais la chute de la ville représente un tournant : elle cesse d’être une place forte.
La ville se francise progressivement. En 1685, le bailliage est remplacé par le bailliage royal. Le système des quatre gouverneurs disparaît. Le premier maire royal de la ville, François de Bournaq est nommé.

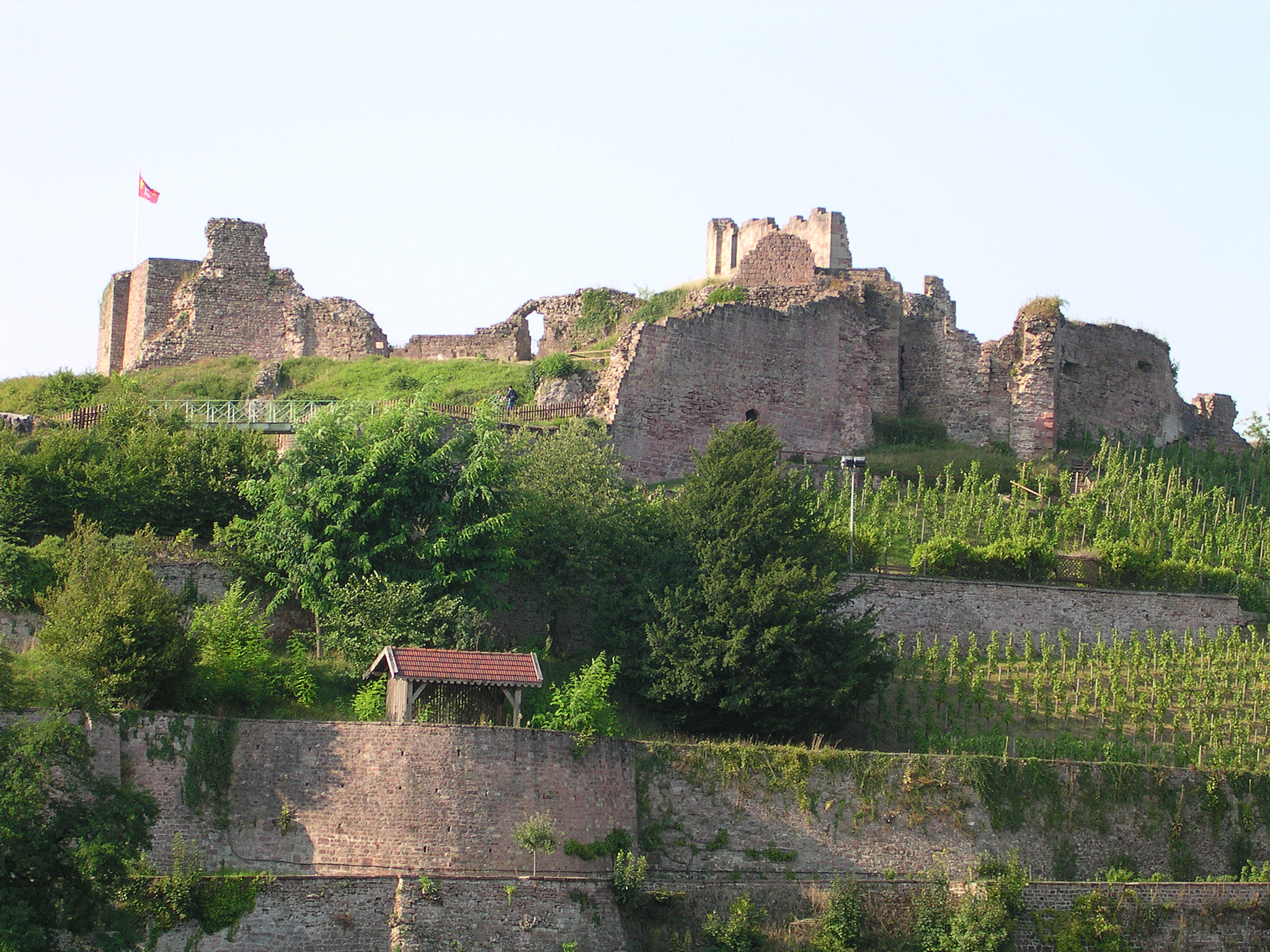
Les ruines du château et ses vignes.
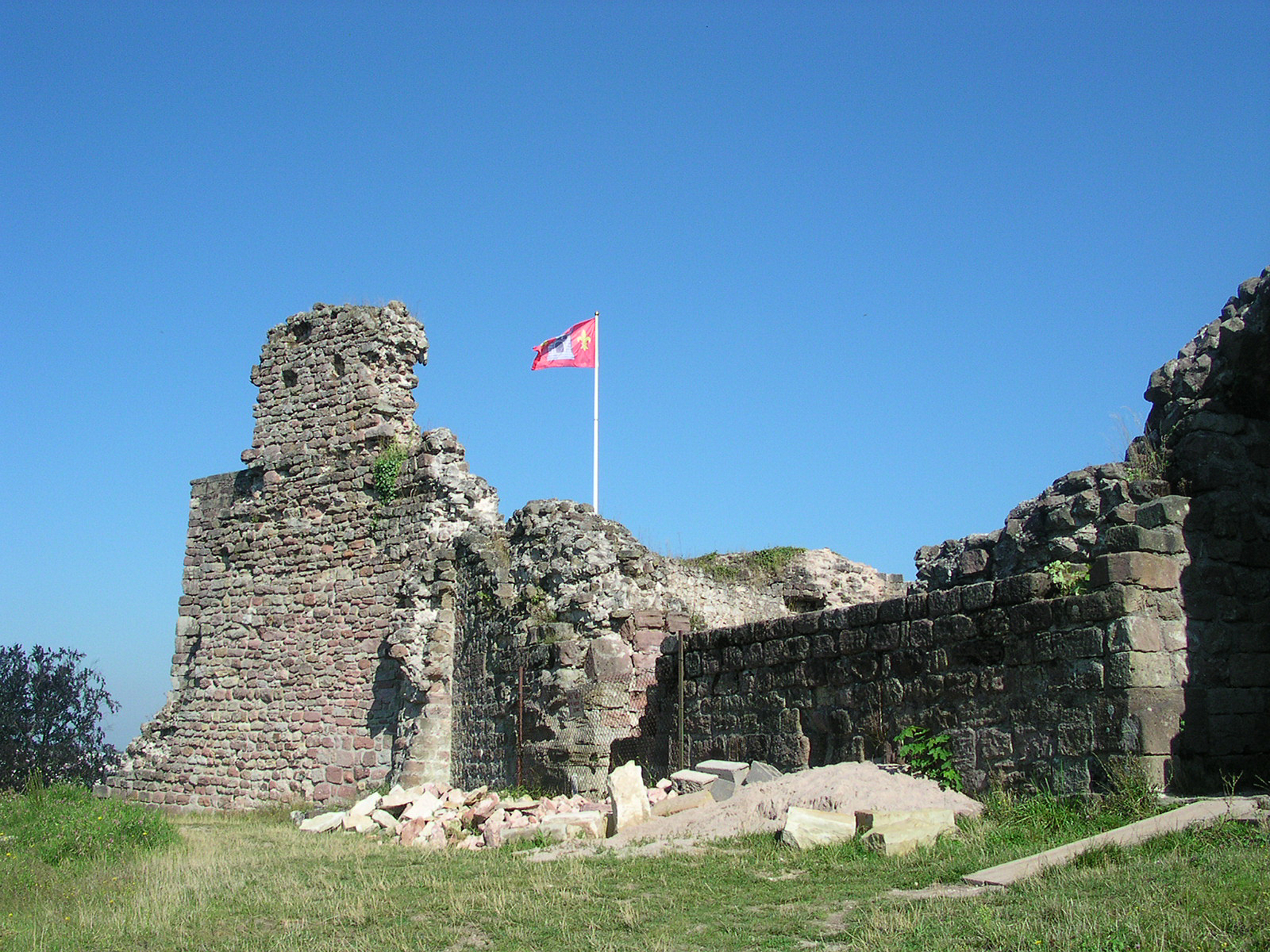
Le château en l’état.
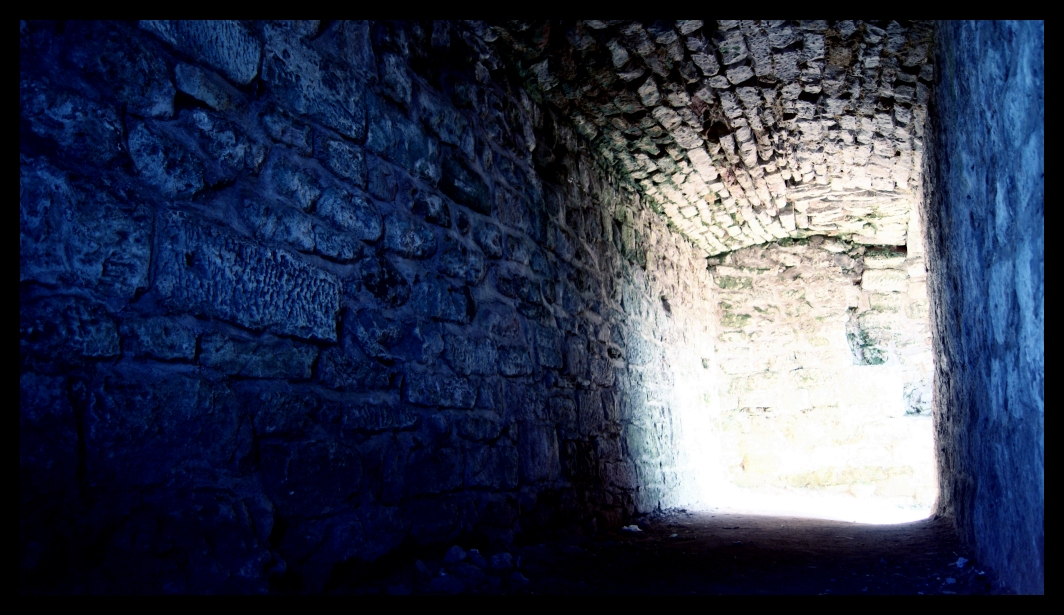
Souterrains dans le château d'Épinal.

## La Révolution et l'Empire
En 1790, pour désigner le chef-lieu du département, l’Assemblée constituante demande à l’assemblée départementale des Vosges de choisir entre Mirecourt et Épinal. L’assemblée départementale, réunie à Épinal le 1er juin, choisit par trois cent onze voix contre cent vingt-sept la ville d’Épinal. Mirecourt devient une sous-préfecture.

## 1870: la guerre mais aussi le début d’un nouvel apogée

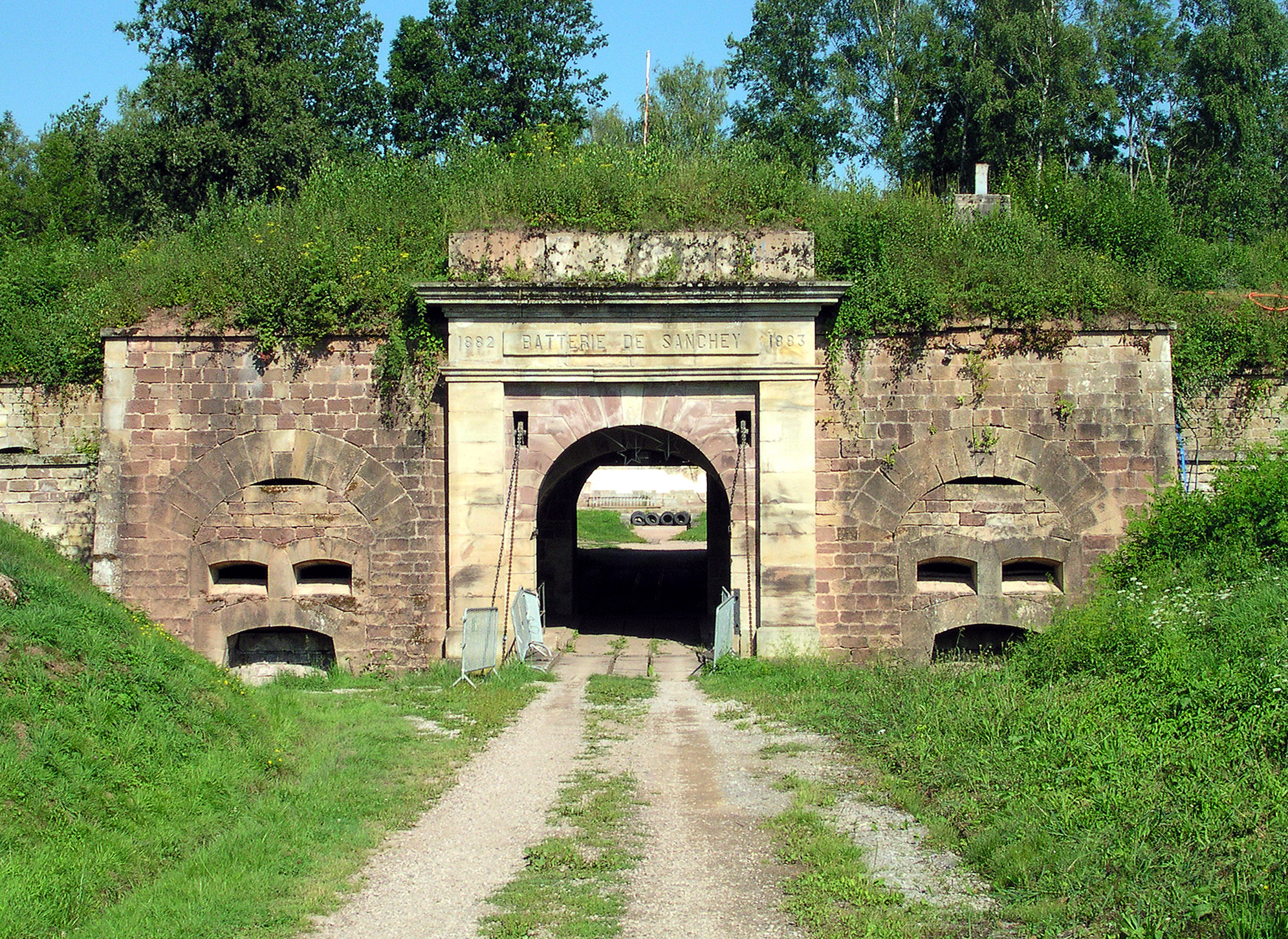
Entrée de la batterie de Sanchey, un des quinze forts datant des années 1880.

Même si Épinal est moins concernée par le conflit que les régions françaises plus au nord, la ville est néanmoins envahie par les troupes allemandes à partir du 12 octobre 1870. Les combats pour défendre la ville ont eu lieu dans les environs, à Deyvillers, vers le château de Failloux, au bois de la Voivre et dans la tranchée de Docelles. À l’entrée des soldats par le faubourg Saint-Michel s’illustre le Spinalien Sébastien Dubois qui, se plaçant un genou à terre avec son fusil au milieu de la rue, abat deux soldats avant d’être lui-même tué. En représailles de la résistance de la ville, les Allemands demandent 500 000 francs or. Cette somme est ramenée à 100 000 francs après négociation. La ville sera occupée jusqu’au 30 juillet 1873.
Paradoxalement, la catastrophe pour la France de la défaite de 1870 est à l’origine d’un formidable développement de la ville. Avec le traité de Francfort, la ville d’Épinal, comme la presque totalité du département des Vosges, reste française. Commence alors un très fort développement basé sur l’immigration de nombreux industriels alsaciens, notamment du secteur textile, qui fuient l’annexion allemande. Ces industriels vont être à l’origine de l’industrie textile dans les Vosges. Épinal prend alors la place de Mulhouse, passé en territoire allemand, comme centre industriel du textile. Le développement est également favorisé par la position frontalière de la ville qui devient une des quatre places fortes du système de défense Séré de Rivières avec Verdun, Toul et Belfort.

## XXesiècle

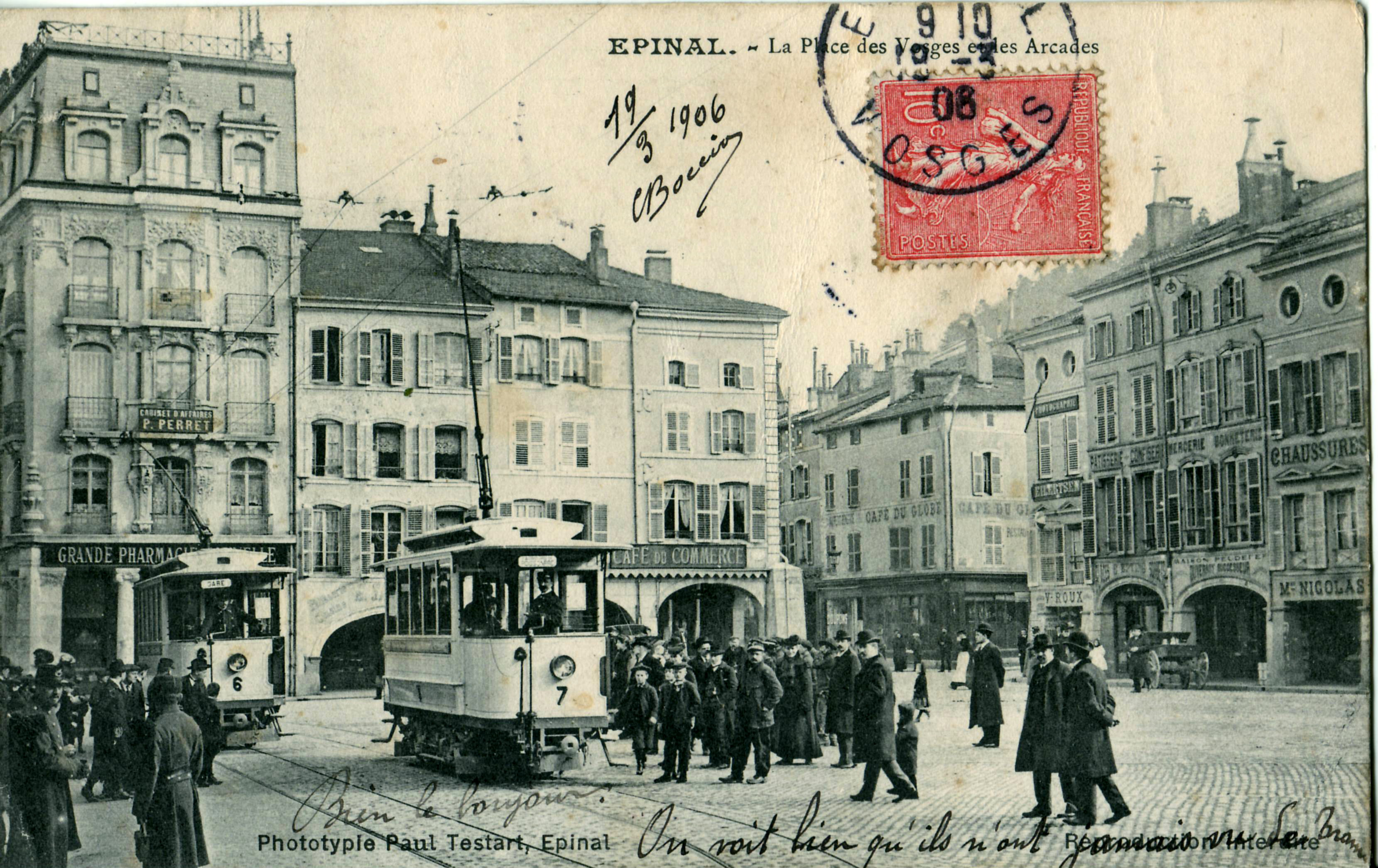
Les anciens tramways d'Épinal, place des Vosges.

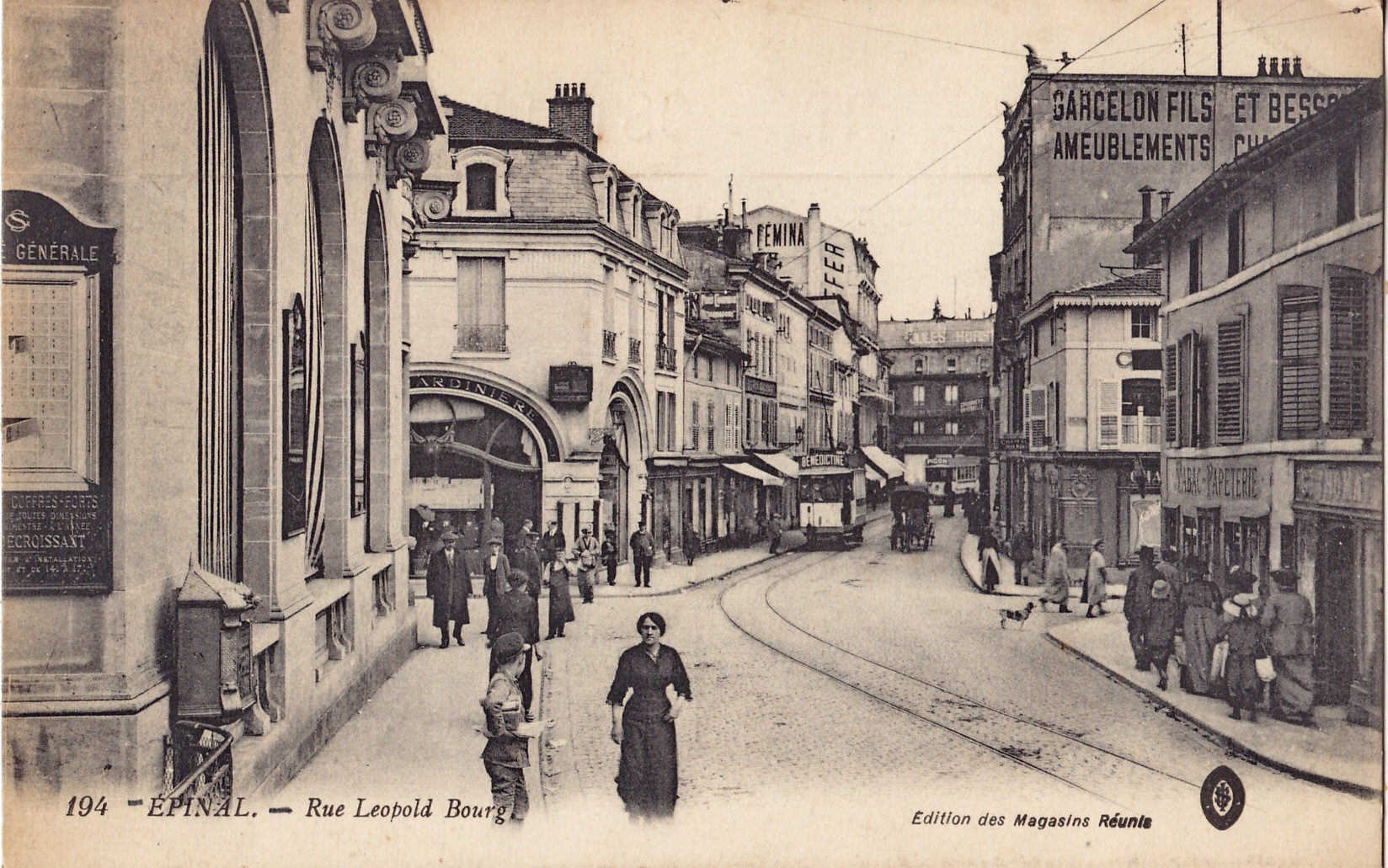
La rue Léopold-Bourg.

Au début du XXe siècle, la ville dispose d'un réseau urbain de tramways, ce qui peut paraître étonnant au regard de sa population. Il disparaît avec la Première Guerre mondiale.

### La Seconde Guerre mondiale

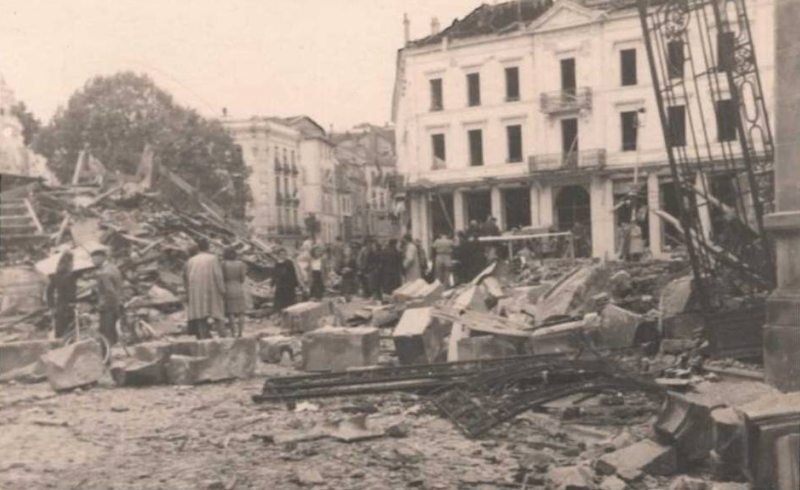
La place des Quatre-Nations lors de la libération de la ville par les Alliés en 1944.

En juin 1940, pour protéger la retraite des troupes françaises, le génie fait sauter les arches centrales du magnifique viaduc de la Taverne à Dinozé. Le 11 juin 1940, les Allemands vont à leur tour bombarder le viaduc de Bertraménil au cours de leur offensive, de manière à couper tout lien ferroviaire aux troupes françaises dans ce secteur.i
Le fort de Longchamp situé au nord d’Épinal, qui est le fort le plus puissant de la place, combat quatre jours en juin 1940 avec un effectif très réduit. Il aura tiré près de 300 obus de 155 et 400 de 75. Les bombardements qu’il subit ne font aucun dégât majeur mais cinq soldats périssent dans le fort pendant les combats (3 Allemands et 2 Français). Il sera complètement démantelé de ses équipements en 1943-44.
La libération d'Épinal commence les 22 et 23 septembre 1944 par un duel d'artillerie qui sera particulièrement tragique pour la ville, dont le centre est durement éprouvé.
Débarquée en Normandie, la 3e Armée américaine commandée par le général Patton a auparavant libéré le nord de la région d'Épinal. La 2e DB commandée par le général Leclerc formait alors l'aile droite de cette 3e Armée. Elle libère Dompaire et avance sur Épinal par le nord et l'ouest (Chaumousey, Les Forges, Chantraine).
Débarquée en Provence, la 1re Armée française, commandée par le général de Lattre de Tassigny, monte en parallèle avec la 7e Armée américaine et libère la région sud d'Épinal après avoir pris Toulon, Marseille, Lyon…

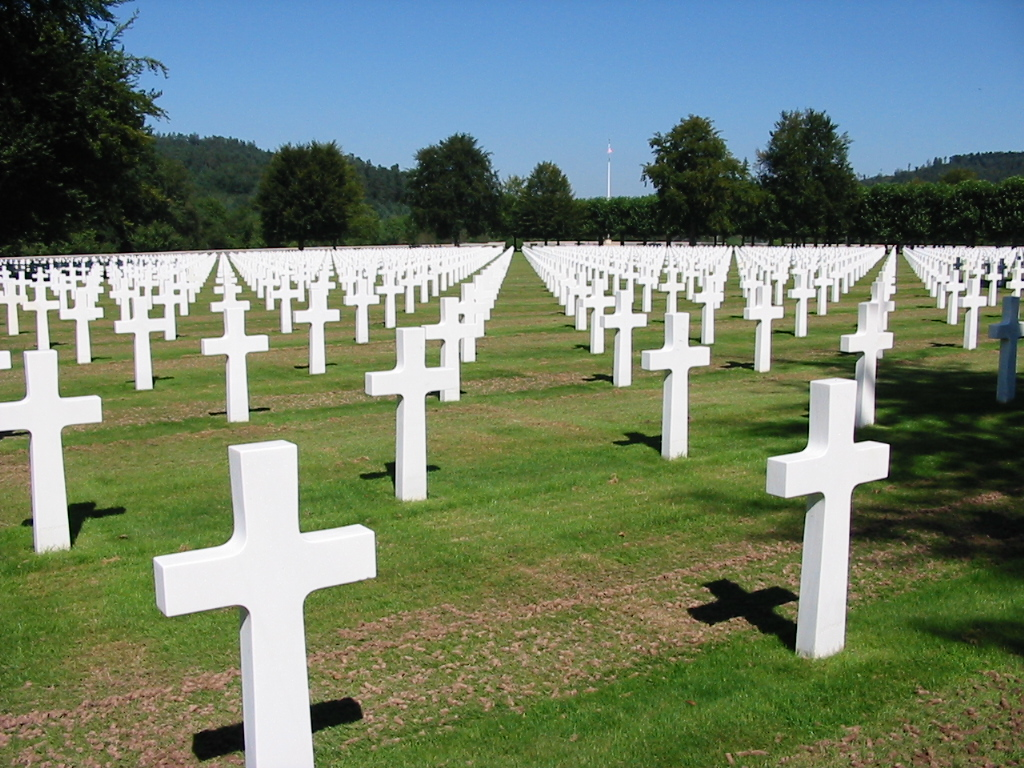
Le Mémorial Américain du Quéquement.

Ainsi, les forces alliées avaient décidé de prendre la ville d'Épinal en tenaille, en particulier grâce aux renseignements communiqués par les réseaux de résistance locale.
Très vite, l'ennemi est chassé de l'usine où il était replié dans l'actuel quartier du port, et les Alliés prennent le dessus sur des Allemands manquant de munitions.
Le dimanche 24 septembre 1944, vers 17h30, le premier char américain de la 7e Armée américaine, commandée par le général Patch entre par le sud dans la ville d'Épinal sous les acclamations de la population : la victoire s'annonce enfin.
Les habitants vivaient alors la fin de l'époque la plus dure et la plus cruelle de l'histoire de la ville.
Épinal est libérée, mais la ville est sinistrée. Son centre est détruit, le quartier de la gare totalement rasé après les séries de bombardements visant à chasser l'ennemi. L'hôpital, le lycée, la prison…, toutes les installations, la plupart des ponts, des écoles et l'église, un nombre considérable de logements sont entièrement ou partiellement détruits.
Au cours de la lutte, l’explosion des ponts a été si forte que tous les immeubles et les magasins bordant les rives de la Moselle ont eu à en souffrir.
La ville compte ses morts au milieu des gravats.
Durant l’hiver 1947-1948, une forte crue de la Moselle accroît encore les dégâts.
Le cimetière américain d'Épinal d'une superficie d'environ 22 hectares, est construit sur le site libéré le 21 septembre 1944 par la 45e Division d'Infanterie américaine. Le Mémorial est composé d'une chapelle et d'un musée ainsi que d'une cour d'Honneur.